# Делятинская поселковая община
Делятинская поселковая общи́на (укр. Деля́тинська се́лищна грома́да) — территориальная община в Надворнянском районе Ивано-Франковской области Украины.
Административный центр — посёлок Делятин.
Население составляет 21312 человек. Площадь — 206,9 км².

## Населённые пункты
В состав общины входят 1 посёлок (Делятин) и 4 села:
- Белые Ославы
- Заречье
- Чёрный Поток
- Чёрные Ославы